# Jean-Blaise Evéquoz
Jean-Blaise Evéquoz (27 novembre 1953) è un ex schermidore svizzero, vincitore di una medaglia di bronzo nella scherma ai giochi olimpici.